# Marketing direct
Marketingul Direct este o formă de publicitate care se adresează unui set de ținte bine definit cu scopul de a genera un rezultat măsurabil, folosind instrumente media adresabile, ca poșta sau e-mailul. Marketingul direct folosește intensiv baze de date.
Instrumente comune pentru marketingul direct sunt mailing-ul (denumit și direct mail, mailing direct sau direct mailing), telemarketing-ul, etc.

## Canalele marketingului direct
Orice canal media care poate fi folosit pentru a transmite un mesaj direct unui consumator este folosit în marketingul direct. Aceste canale de media sunt "adresabile", diferențiindu-se astfel de media "de masă", cum ar fi televiziunea, radioul sau panourile publicitare. 

### Direct mail
Probabil că cel mai folosit canal de media din marketingul direct este direct mail-ul - trimiterea de materiale publicitare adresate folosind serviciile poștale. În multe țări dezvoltate direct mail-ul reprezintă o cantitate foarte mare din volumul total de expedieri poștale, astfel încât există tarife speciale, mai mici, pentru aceste expedieri. Pentru a se putea încadra în această categorie de expedieri, companiile de publicitate își formatează și sortează materialele expediate în anumite feluri definite de companiile poștale, care reduc timpul de manipulare al acestora, scăzând astfel costurile. 

### Avantajele și dezavantajeledirect mail-ului
Printre avantaje se numără:
- Targetarea - Cel mai important aspect al acestui tip de acțiuni este abilitatea sa de a ținti precis clienți deja existenți. Dacă există o listă, poate fi folosit eficient și pentru a prospecta piața. Însă odată cu apariția e-mailului, a site-urilor web și a cookie-urilor, organizațiile pot avea un dialog cu clienții lor prin internet, într-un mod mult mai ieftin și facil.

- Personalizarea - Acțiunile de Direct mail se pot adresa personal clientului și pot fi adaptate necesităților acestuia pe baza unor tranzacții anterioare și a datelor adunate.

- Optimizarea - Datorită măsurabilității sale, direct mail poate fi testat pentru a obține lista optimă; oferta optimă; periodicitatea optimă (și mulți alți factori). Apoi rezultatele cele mai bune pot fi aplicate asupra unei audiențe mai largi pentru a se obține rezultatele cât mai bune.

- Acumularea de date - Răspunsul, ca și lipsa acestuia pot fi adăugate unei baze de date, permițând ca viitoarele expedieri să fie și mai bine targetate.

Între dezavantaje se află:
- Costul - Costul la mie este mai mare decât orice altă formă de promovare "de masă" (deși rata pierderilor (risipei) este mult mai mică).

- Risipa - Cantități mari de hârtie sunt aruncate.

- Alienarea - Unii destinatari percep marketingul direct ca fiindu-le forțat și pot boicota companiile care procedează astfel.